# Sushmita Sen
Sushmita Sen (bengaleză: সুস্মিতা সেন, Suśmitā Sen, n. 19 noiembrie 1975, Hyderabad, Andhra Pradesh⁠(d), India) este o actriță, fost fotomodel indian.

## Date biografice
În 1994 când avea 19 ani câștigă titlul Miss India care fost deținut de Aishwarya Rai. În același an Sushmita Sen câștigă titlul Miss Universe, iar după doi debutează ca actriță, ea putând fi văzută frecvent în filmele de producție indiană. În 1999 este distinsă cu premiul "Filmfare Award".

## Filmografie
| - 1996: Dastak - 1996: Thiru the bollwood star - 1997: Zor - 1999: Biwi No.1 - 1999: Hindustan Ki Kasam - 1999: Sirf Tum - 2000: Aaghaaz - 2000: Fiza - 2001: Bas Itna Sa Khwaab Hai - 2001: Kyo...Kii | - 2001: Nayak (rol secundar) - 2002: Aankhen - 2002: Filhaal... - 2002: Tumko Na Bhool Paayenge - 2003: Pran Jaaye Par Shaan Na Jaaye (rol secundar) - 2003: Samay: When Time Strikes - 2004: Main Hoon Na - 2004: Paisa Vasool - 2004: Vaastu Shastra - 2005: Bewafaa – | - 2005: Kisna – (rol secundar) - 2005: Main Aisa Hi Hoon - 2005: Maine Pyaar Kyun Kiya? - 2006: Chingaari - 2006: Zindaggi Rocks - 2007: Ram Gopal Varma Ki Aag - 2009: Karma Aur Holi - 2009: Do Knot Disturb - 2010: Dulha Mil Gaya - 2010: Teen Patti |